# Non liquet
Non liquet (łac. "rzecz niejasna", dosł. "niejasne") – termin prawniczy określający sytuację, w której sąd lub arbiter nie może wydać ostatecznego wyroku z powodu niejasności stanu faktycznego lub braku odpowiednich przepisów prawnych. W takim przypadku konieczne jest dalsze badanie sprawy lub odwołanie się do zasad ogólnych prawa.

## Znaczenie w systemie prawnym
W systemach prawnych opartych na zasadzie pewności prawa "non liquet" oznacza, że sąd nie może pozostawić sprawy nierozstrzygniętej. Jeśli brakuje wyraźnych przepisów regulujących daną sytuację, sędzia powinien odwołać się do zasad ogólnych, analogii lub norm pozaprawnych, takich jak zasady słuszności czy prawa naturalnego.
W prawie międzynarodowym "non liquet" może występować w przypadkach, gdy brak jest odpowiednich regulacji do rozstrzygnięcia sporu między państwami. W takich sytuacjach często poszukuje się kompromisów lub rozwiązań na drodze negocjacji.

## Krytyka
Stan "non liquet" bywa przedmiotem krytyki, ponieważ wskazuje na potencjalne luki w systemie prawnym lub niedostateczne przygotowanie sędziego. Jednocześnie jednak ujawnia potrzebę dalszego rozwoju i doskonalenia systemów prawnych w celu zapobiegania podobnym sytuacjom w przyszłości.